# Saison 2018-2019 du Brest Bretagne Handball
Maillots
Chronologie
2017-2018 2019-2020
Actualités
Dernière mise à jour : 30 mai 2019.
La saison 2018-2019 du Brest Bretagne Handball est la septième saison de son histoire depuis sa relégation administrative, la troisième en Ligue Féminine de Handball. Vice-champion de France en titre, Brest participe pour la seconde fois de son histoire à la Ligue des Champions.
Le BBH est éliminé en demi-finale du championnat de France par Nice mais remporte la petite finale contre Nantes. Tenant du tire en coupe de France, Brest s'incline en finale contre Metz Handball. Sur la scène européenne, Brest remporte les deux premiers matches de son histoire en Ligues des champions et termine à la dernière place de son groupe de tour principal.

## Transferts et mouvements d'effectif
| Joueuse                        | Poste            | Provenance/Destination      | Durée           |
|                                |                  | Arrivées                    |                 |
| Pauletta Foppa                 | Pivot            | Fleury Loiret               | 3 ans           |
| Ana Gros                       | Arrière droite   | Metz Handball               | 2 ans           |
| Constance Mauny                | Ailière gauche   | Chambray Touraine           | 2 ans           |
| Isabelle Gulldén               | Demi-centre      | CSM Bucarest                | 3 ans           |
|                                |                  | Départs                     |                 |
| Astride N'Gouan                | Pivot            | Metz Handball               | 2 ans           |
| Louise Sand                    | Ailière gauche   | Fleury Loiret               | 1 an            |
| Sophie Herbrecht               | Demi-centre      | US Altkirch                 | 1 an            |
| Lindsey Burlet                 | Arrière droite   | ES Besançon                 | 2 ans           |
|                                |                  | Prolongations               |                 |
| Cléopâtre Darleux              | Gardienne        | 3 ans                       | 3 ans           |
| Allison Pineau                 | Demi-centre      | 3 ans                       | 3 ans           |
| Marie Prouvensier              | Ailière droite   | 1 an                        | 1 an            |
| Marion Limal                   | Arrière gauche   | 1 an                        | 1 an            |
|                                |                  | Arrivées en cours de saison |                 |
| Melanie Bak le 10 janvier 2019 | Demi-centre      | Gjerpen Håndball            | 6 mois (+ 1 an) |
| Amra Pandžić le 2 mai 2019     | Gardienne de but | RK Krim                     | 1 mois          |

## Préparation estivale
- 18 juillet : reprise de l'entraînement.
- Du 25 au 28 juillet : stage à Concarneau (Finistère).
- Du 17 au 21 août : stage à Metzingen (Allemagne).

| Date     | Club recevant | Score   | Club visiteur     | Note                    |
| -------- | ------------- | ------- | ----------------- | ----------------------- |
| 10.08.18 | Brest BH      | 24 - 21 | Odense Håndbold   | Panthera Cup à Orléans. |
| 11.08.18 | Brest BH      | 28 - 28 | Nantes Atlantique | Panthera Cup à Orléans. |
| 12.08.18 | Fleury Loiret | 30 - 34 | Brest BH          | Panthera Cup à Orléans. |
| 16.08.18 | Brest BH      | 29 - 23 | Rostov-Don        | À Ergué-Gabéric.        |
| 19.08.18 | Brest BH      | 40 - 29 | Debreceni VSC     | À Metzingen (Allemagne) |
| 20.08.18 | TuS Metzingen | 27 - 26 | Brest BH          | À Metzingen (Allemagne) |
| 24.08.18 | Brest BH      | 33 - 19 | Chambray Touraine | À Rennes.               |

| Légende : victoire, match nul, défaite. |

## Effectif
Légende : les âges indiqués sont ceux au 1er septembre 2018.

## Résultats de la saison

### Championnat

#### Détail des matchs

##### Saison régulière
| Journée                       | Date       | Club recevant           | Score   | Club visiteur           | Classement (sur 12) | Points |
| ----------------------------- | ---------- | ----------------------- | ------- | ----------------------- | ------------------- | ------ |
| MATCHS ALLER                  |            |                         |         |                         |                     |        |
| J1                            | 30.08.2018 | Bourg-de-Péage          | 18 – 32 | Brest BH                | 1er                 | 3      |
| J2                            | 1.09.2018  | Brest BH                | 39 – 20 | JDA Dijon               | 1er                 | 6      |
| J3                            | 5.09.2018  | Paris 92                | 25 – 36 | Brest BH                | 1er                 | 9      |
| J4                            | 12.09.2018 | Brest BH                | 24 – 18 | Nantes Atlantique       | 2e                  | 12     |
| J5                            | 15.09.2018 | Saint-Amand-les-Eaux PH | 19 – 37 | Brest BH                | 1er                 | 15     |
| J6                            | 22.09.2018 | Brest BH                | 29 – 23 | OGC Nice                | 1er                 | 18     |
| J7                            | 03.10.2018 | Fleury Loiret           | 25 – 34 | Brest BH                | 1er                 | 21     |
| J8                            | 10.10.2018 | Brest BH                | 28 – 28 | ES Besançon             | 2e                  | 23     |
| J9                            | 31.10.2018 | Chambray Touraine       | 25 – 27 | Brest BH                | 2e                  | 26     |
| J10                           | 07.11.2018 | Toulon Saint-Cyr        | 26 – 29 | Brest BH                | 2e                  | 29     |
| J11                           | 29.12.2018 | Brest BH                | 20 – 35 | Metz Handball           | 2e                  | 30     |
| MATCHS RETOUR                 |            |                         |         |                         |                     |        |
| J12                           | 06.01.2019 | Brest BH                | 34 – 21 | Bourg-de-Péage          | 2e                  | 33     |
| J13                           | 12.01.2019 | JDA Dijon               | 22 – 32 | Brest BH                | 2e                  | 36     |
| J14                           | 19.01.2019 | Brest BH                | 27 – 26 | Paris 92                | 2e                  | 39     |
| J15                           | 06.02.2019 | Nantes Atlantique       | 31 – 35 | Brest BH                | 2e                  | 42     |
| J16                           | 13.02.2019 | Brest BH                | 33 – 22 | Saint-Amand-les-Eaux PH | 2e                  | 45     |
| J17                           | 17.02.2019 | OGC Nice                | 25 – 17 | Brest BH                | 2e                  | 46     |
| J18                           | 27.02.2019 | Brest BH                | 42 – 31 | Fleury Loiret           | 2e                  | 49     |
| J19                           | 13.03.2019 | ES Besançon             | 29 – 31 | Brest BH                | 2e                  | 52     |
| J20                           | 16.03.2019 | Brest BH                | 40 – 25 | Chambray Touraine       | 2e                  | 55     |
| J21                           | 30.03.2019 | Brest BH                | 28 – 31 | Toulon Saint-Cyr        | 2e                  | 56     |
| J22                           | 02.04.2019 | Metz Handball           | 33 – 36 | Brest BH                | 2e                  | 59     |
| Légende: Victoire Nul Défaite |            |                         |         |                         |                     |        |

##### Play-offs
| Tour                                                                 | Opposant                     | Aller      | Aller    | Retour     | Retour   | Cumulé  |
| -------------------------------------------------------------------- | ---------------------------- | ---------- | -------- | ---------- | -------- | ------- |
| Quart de finale                                                      | 7 Chambray Touraine Handball | 19.04.2019 | 29 - 23* | 24.04.2019 | *32 - 25 | 61 - 48 |
| Demi-finale                                                          | 3 OGC Nice                   | 27.04.2019 | 27 - 26* | 05.05.2019 | *23 - 27 | 50 - 53 |
| Brest est éliminé et dispute le match de classement pour la 3e place |                              |            |          |            |          |         |
| Match pour la 3e place                                               | 5 Nantes Atlantique HB       | 10.05.2019 | 26 - 26* | 18.05.2019 | *34 - 29 | 60 - 55 |

| Légende : * équipe recevant, victoire, match nul, défaite. |

### Coupe d'Europe

#### Ligue des champions

##### Phase de groupe: groupe B
| Journée                       | Date       | Club recevant       | Score   | Club visiteur       | Classement (sur 4) | Points | Rapport          |
| ----------------------------- | ---------- | ------------------- | ------- | ------------------- | ------------------ | ------ | ---------------- |
| MATCHS ALLER                  |            |                     |         |                     |                    |        |                  |
| J1                            | 06.10.2018 | Copenhague Handball | 32 – 28 | Brest BH            | 3e                 | 0      | Feuille de match |
| J2                            | 13.10.2018 | Brest BH            | 29 – 29 | Rostov-Don          | 3e                 | 1      | Feuille de match |
| J3                            | 21.10.2018 | IK Sävehof          | 27 – 39 | Brest BH            | 3e                 | 3      | Feuille de match |
| MATCHS RETOUR                 |            |                     |         |                     |                    |        |                  |
| J4                            | 04.11.2018 | Brest BH            | 34 – 26 | IK Sävehof          | 2e                 | 5      | Feuille de match |
| J5                            | 10.11.2018 | Brest BH            | 28 – 28 | Copenhague Handball | 2e                 | 6      | Feuille de match |
| J6                            | 17.11.2018 | Rostov-Don          | 30 – 24 | Brest BH            | 3e                 | 6      | Feuille de match |
| Légende: Victoire Nul Défaite |            |                     |         |                     |                    |        |                  |

Classement sur 4
|   | Équipe                  | Pts | J | G | N | P | Bp  | Bc  | Diff |
| - | ----------------------- | --- | - | - | - | - | --- | --- | ---- |
| 3 | Brest Bretagne Handball | 6   | 6 | 2 | 2 | 2 | 182 | 172 | 10   |

Brest se qualifie pour le tour principal et conserve les 2 points acquis contre Copenhague et Rostov.

##### Tour principal: groupe 1
Brest commence le tour principal avec 2 points, à la 5e place du groupe 1.
| Journée                       | Date       | Club recevant       | Score   | Club visiteur       | Classement (sur 6) | Points | Rapport          |
| ----------------------------- | ---------- | ------------------- | ------- | ------------------- | ------------------ | ------ | ---------------- |
| MATCHS ALLER                  |            |                     |         |                     |                    |        |                  |
| J1                            | 26.01.2019 | Odense Håndbold     | 28 – 24 | Brest BH            | 6e                 | 2      | Feuille de match |
| J2                            | 02.02.2019 | Brest BH            | 21 – 32 | Metz Handball       | 6e                 | 2      | Feuille de match |
| J3                            | 10.02.2019 | Budućnost Podgorica | 28 – 27 | Brest BH            | 6e                 | 2      | Feuille de match |
| MATCHS RETOUR                 |            |                     |         |                     |                    |        |                  |
| J4                            | 24.02.2019 | Brest BH            | 24 – 29 | Odense Håndbold     | 6e                 | 2      | Feuille de match |
| J5                            | 03.03.2019 | Metz Handball       | 36 – 26 | Brest BH            | 6e                 | 2      | Feuille de match |
| J6                            | 10.03.2019 | Brest BH            | 22 – 22 | Budućnost Podgorica | 6e                 | 3      | Feuille de match |
| Légende: Victoire Nul Défaite |            |                     |         |                     |                    |        |                  |

Classement sur 6
|   | Équipe                  | Pts | J  | G | N | P | Bp  | Bc  | Diff |
| - | ----------------------- | --- | -- | - | - | - | --- | --- | ---- |
| 6 | Brest Bretagne Handball | 3   | 10 | 0 | 3 | 7 | 253 | 297 | -44  |

Brest est éliminé.

### Coupe de France
| Entrée en lice en 8e de finale |            |                        |         |                           |
| 8e de finale                   | 20.02.2019 | Chambray Touraine      | 23 – 24 | Brest BH                  |
| Quart de finale                | 27.03.2019 | Stella Saint-Maur (D2) | 29 – 35 | Brest BH                  |
| Demi-finale                    | 06.04.2019 | Brest BH               | 27 – 24 | HBC Celles-sur-Belle (D2) |
| Finale                         | 25.05.2019 | Brest BH               | 24 – 34 | Metz Handball             |
| Légende: Victoire Nul Défaite  |            |                        |         |                           |

## Statistiques

### Individuelles
| Joueuse | Joueuse                | Championnat de France | Championnat de France | Championnat de France | Ligue des champions | Ligue des champions | Ligue des champions | Coupe de France | Coupe de France | Coupe de France | Totaux | Totaux | Totaux |
| Joueuse | Joueuse                | MJ                    |                       | BPM                   | MJ                  |                     | BPM                 | MJ              |                 | BPM             | MJ     |        | BPM    |
| ------- | ---------------------- | --------------------- | --------------------- | --------------------- | ------------------- | ------------------- | ------------------- | --------------- | --------------- | --------------- | ------ | ------ | ------ |
| 1       | Agathe Quiniou (GB)    | 19                    | 1                     | 0,0                   | 8                   | 0                   | 0,0                 | 3               | 0               | 0,0             | 30     | 1      | 0,0    |
| 2       | Constance Mauny        | 27                    | 73                    | 2,7                   | 12                  | 27                  | 2,3                 | 4               | 6               | 1,5             | 43     | 106    | 2,5    |
| 3       | Alicia Toublanc        | 14                    | 39                    | 2,8                   | 9                   | 7                   | 0,8                 | 3               | 11              | 3,7             | 26     | 57     | 2,2    |
| 4       | Amandine Tissier       | 23                    | 54                    | 2,3                   | 10                  | 22                  | 2,2                 | 4               | 11              | 2,8             | 37     | 87     | 2,4    |
| 6       | Ana Gros               | 28                    | 187                   | 6,7                   | 12                  | 76                  | 6,3                 | 4               | 24              | 6,0             | 44     | 287    | 6,5    |
| 7       | Allison Pineau         | 17                    | 38                    | 2,2                   | 12                  | 28                  | 2,3                 | 1               | 1               | 1,0             | 30     | 67     | 2,2    |
| 8       | Maud-Éva Copy          | 22                    | 49                    | 2,2                   | 9                   | 5                   | 0,6                 | 4               | 7               | 1,8             | 35     | 61     | 1,7    |
| 9       | Isabelle Gulldén       | 8                     | 15                    | 1,9                   | 3                   | 5                   | 1,7                 | 0               | 0               | -               | 11     | 20     | 1,8    |
| 11      | Amandine Lagathu       | 2                     | 3                     | 1,5                   | 3                   | 3                   | 1,0                 | 0               | 0               | -               | 5      | 6      | 1,2    |
| 12      | Filippa Idéhn (GB)     | 19                    | 1                     | 0,0                   | 10                  | 0                   | 0,0                 | 2               | 0               | 0,0             | 31     | 1      | 0,0    |
| 14      | Charline Inial         | 0                     | 0                     | -                     | 2                   | 0                   | 0,0                 | 0               | 0               | -               | 2      | 0      | 0,0    |
| 15      | Eva Jarrige            | 0                     | 0                     | -                     | 2                   | 0                   | 0,0                 | 1               | 0               | 0,0             | 3      | 0      | 0,0    |
| 16      | Cléopâtre Darleux (GB) | 15                    | 1                     | 0,0                   | 4                   | 0                   | 0,0                 | 1               | 0               | 0,0             | 20     | 1      | 0,0    |
| 17      | Marie Prouvensier      | 15                    | 20                    | 1,3                   | 12                  | 7                   | 0,6                 | 4               | 3               | 0,8             | 31     | 30     | 1,0    |
| 20      | Slađana Pop-Lazić      | 26                    | 99                    | 3,8                   | 12                  | 46                  | 3,8                 | 4               | 21              | 5,3             | 42     | 166    | 4,0    |
| 21      | Jovana Stoiljković     | 28                    | 81                    | 2,9                   | 12                  | 23                  | 1,9                 | 4               | 7               | 1,8             | 44     | 111    | 2,5    |
| 22      | Pauletta Foppa         | 18                    | 25                    | 1,4                   | 9                   | 5                   | 0,6                 | 3               | 5               | 1,7             | 30     | 35     | 1,2    |
| 25      | Amra Pandžić (GB)      | 3                     | 0                     | 0,0                   | 0                   | 0                   | -                   | 1               | 0               | 0,0             | 4      | 0      | 0,0    |
| 29      | Élodie Manach          | 13                    | 8                     | 0,6                   | 7                   | 1                   | 0,1                 | 0               | 0               | -               | 20     | 9      | 0,5    |
| 35      | Ema Hrvatin            | 0                     | 0                     | -                     | 1                   | 2                   | 2,0                 | 0               | 0               | -               | 1      | 2      | 2,0    |
| 39      | Melanie Bak            | 14                    | 14                    | 1,0                   | 6                   | 3                   | 0,5                 | 3               | 3               | 1,0             | 23     | 20     | 0,9    |
| 54      | Gaëlle Le Hir          | 0                     | 0                     | -                     | 1                   | 0                   | 0,0                 | 0               | 0               | -               | 1      | 0      | 0,0    |
| 55      | Pauline Coatanea       | 25                    | 70                    | 2,8                   | 12                  | 26                  | 2,2                 | 3               | 5               | 1,7             | 40     | 101    | 2,5    |
| 77      | Marion Limal           | 25                    | 26                    | 1,0                   | 12                  | 7                   | 0,6                 | 3               | 2               | 0,7             | 40     | 35     | 0,9    |
| 99      | Marta Mangué           | 26                    | 57                    | 2,2                   | 10                  | 33                  | 3,3                 | 3               | 4               | 1,3             | 39     | 94     | 2,4    |

## Affluence
Le trait rose indique l'affluence moyenne de tous les matches introduits dans le graphique et le trait gris supérieur représente la capacité maximale d'accueil de la salle, soit 4 077 places.
Affluence du Brest Bretagne Handball à la Brest Arena

## Palmarès et distinctions individuelles
- Joueuse du mois de LFH
  -  Cléopâtre Darleux (1) : septembre
  -  Amandine Tissier (1) : février
- Joueuse de la semaine en Ligue des champions
  -  Slađana Pop-Lazić (1) : semaine 1